# Mazanki (Streichinstrument)

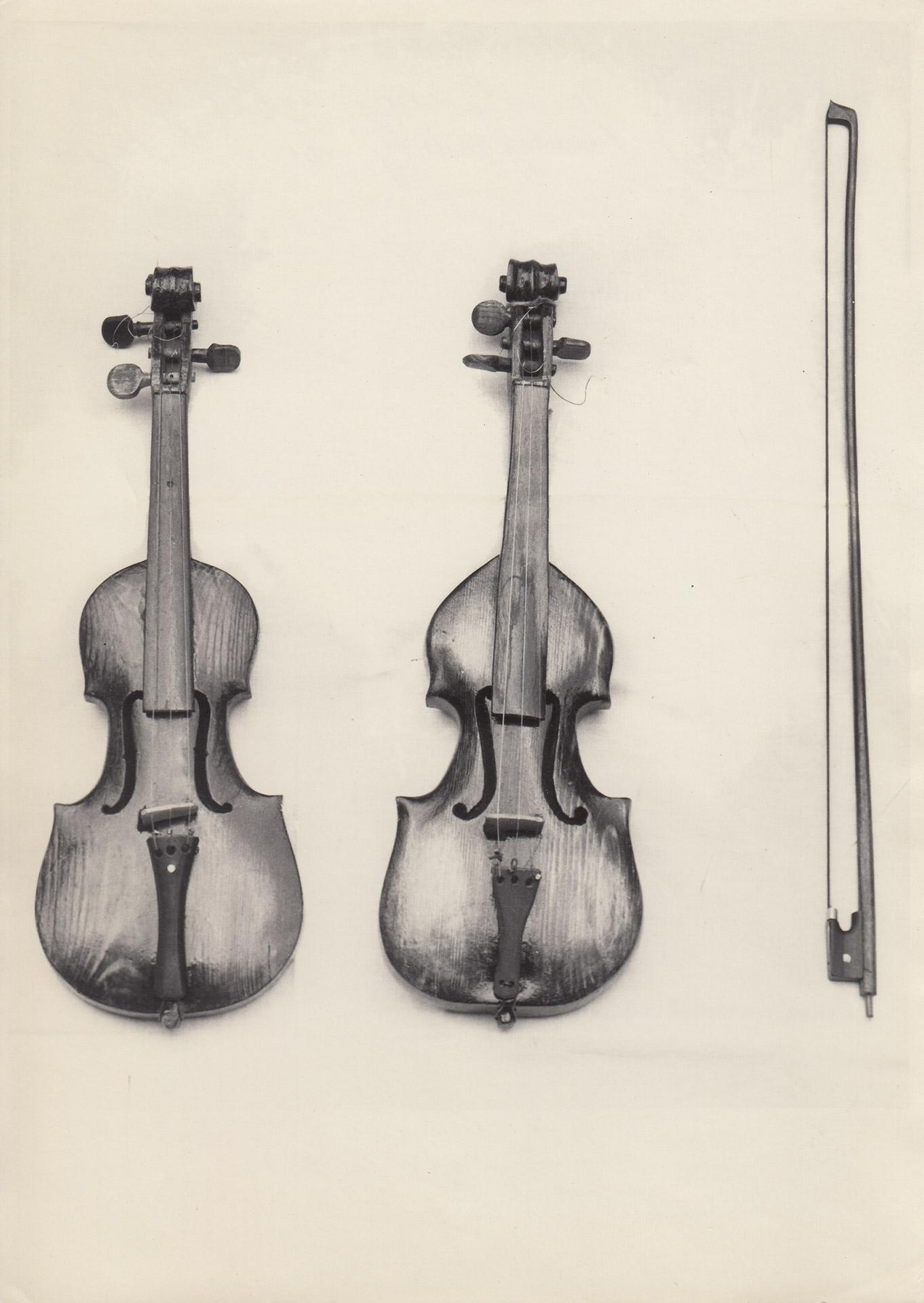
Zwei mazanki mit Streichbogen aus Zbąszyń, Westpolen.

Mazanki ist ein kleines, seltenes Streichinstrument mit drei Saiten, das in der Volksmusik der Region Großpolen im Westen Polens gespielt wird. Anfang des 20. Jahrhunderts verschwand die mazanki allmählich und wurde wie die verwandte Streichlaute suka weitgehend durch die in einer besonderen Spielweise verwendete Violine ersetzt. Seit den 1990er Jahren gibt es einzelne Bestrebungen, alte polnische Volksmusikinstrumente wiederzubeleben, darunter die mazanki.

## Herkunft und Verbreitung

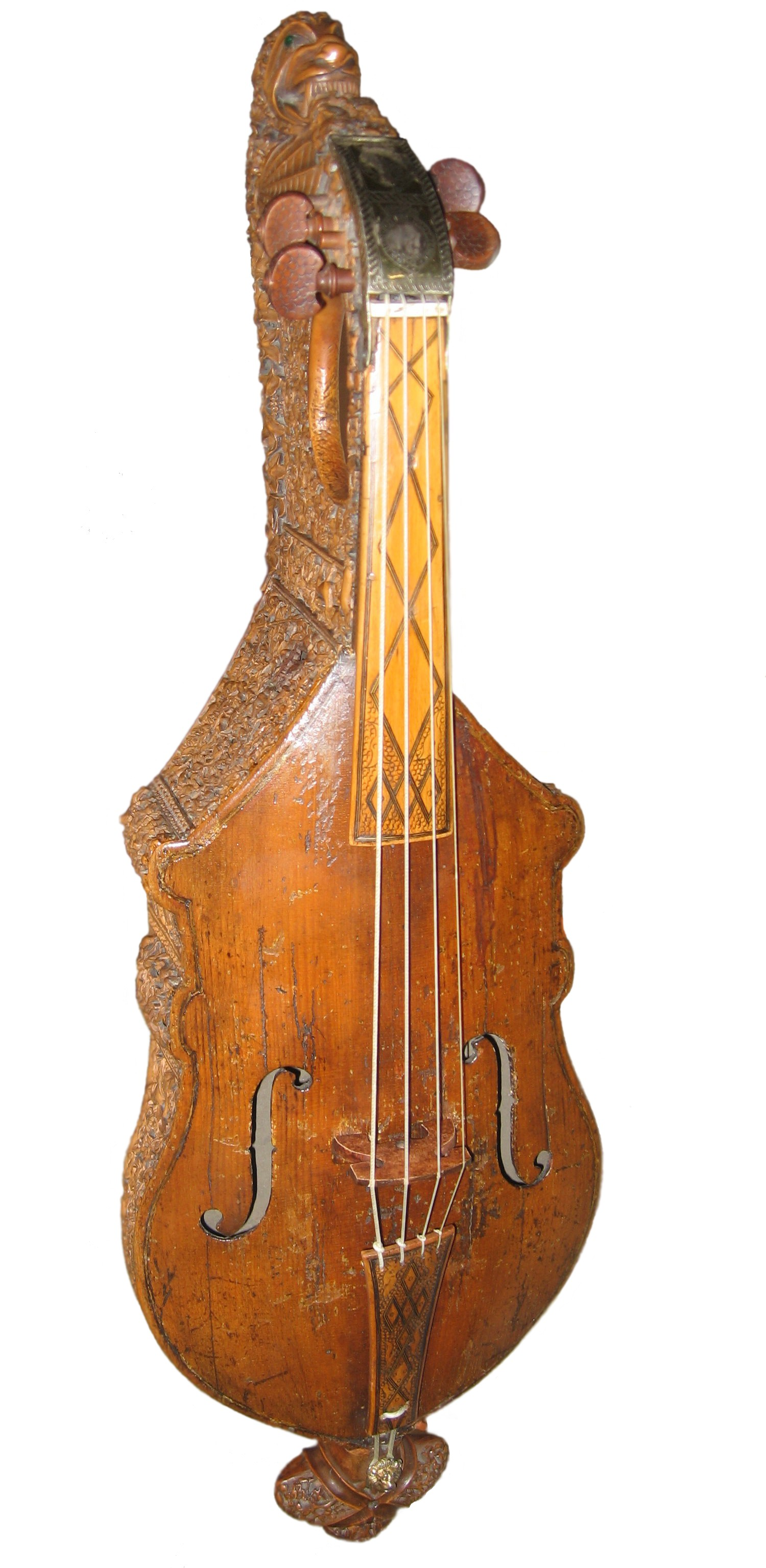
Die citole ist eine mit den mittelalterlichen Streichinstrumenten verwandte Zupflaute, die sich im 13. Jahrhundert vom Mittelmeerraum nach Norden ausbreitete und eine der Übergangsstufen zwischen frühen zentralasiatischen Instrumenten und europäischen Fideln darstellt.

Die erste bekannte, sichere Darstellung eines europäischen Streichinstruments findet sich im karolingischen Utrechter Psalter, der in der ersten Hälfte des 9. Jahrhunderts in Nordfrankreich angefertigt wurde. Zu sehen ist ein schreitender Musiker, der mit einem geraden Bogen eine Laute mit mittellangem Hals, einem spatenförmigen Korpus und einem runden Schallloch in der Mitte streicht, während er zusätzlich eine an die Schulter gelehnte Winkelharfe trägt. Typologisch steht dieser wohl fidula genannte Lautentyp mit zentralasiatischen Instrumenten in Beziehung und kommt in Europa bis ins 12. Jahrhundert vor. Ab dem 10. Jahrhundert verbreitete sich in Europa von Osten aus dem Byzantinischen Reich kommend ein birnenförmiger Streichlautentyp (lira, lyra) und mit der islamischen Expansion gelangte ein Streichinstrument mit einem langovalen, am Boden gerundeten Korpus auf die Iberische Halbinsel (rebec, sprachverwandt mit Arabisch rabāb). Neben dieser orientalischen rebec, die häufig senkrecht auf den Knien positioniert gespielt wurde, verbreitete sich die birnenförmige, beim Spielen waagrecht oder schräg gegen den Hals oder die Brust gelegte Laute, die ebenfalls rebec hieß, stärker über Europa.
Die ältesten europäischen Streichlauten besaßen entsprechend ihren asiatischen Vorbildern einen aus einem Holzstück ausgeschnitzten Korpus mit einem schwach gewölbten Boden. Eine typische Fidel des 13. und 14. Jahrhunderts hatte einen ovalen Korpus mit geraden Kanten, auf den eine Decke aus Kiefernholz geleimt war. Bei manchen Instrumenten verlief eine der fünf Saiten neben dem Griffbrett und produzierte einen Bordunton, ansonsten zeigen die Abbildungen Fideln mit drei oder vier Saiten. Solche Fideln mit C-Schalllöchern und einem breiten Hals gab es noch um die Mitte des 16. Jahrhunderts, als bereits die Violine mit Zargenkorpus ungefähr in ihrer heutigen Gestalt existierte. In den folgenden Jahrhunderten verdrängte allmählich auch in der Volksmusik die Violine die Streichinstrumente der Diskant-Stimmlage. Als um 1820 in den polnischen Ensembles mit mehreren Dudelsäcken und einem Streichinstrument die Violine an die Stelle der mazanki trat, mussten deren Saiten mit einer Art Kapodaster um etwa ein Drittel verkürzt werden, um auf die höhere Stimmung der mazanki zu kommen. In Osteuropa gehört die Violine heute zu den beliebtesten Instrumenten der Volksmusik.
Es gibt einige Regionen, in denen sich in der Volksmusik nicht nur Formen mittelalterlicher Fideln, sondern auch deren Spielweisen erhalten haben. Zu den alten Spielweisen gehört die auf einen Bordunton bezogene musikalische Struktur, wobei eine Saite nur als Bordun verwendet wird, im Unterschied zum Prinzip der Funktionsharmonik in der neueren Musik. Im 16. Jahrhundert und bis ins 17. Jahrhundert wurde die notierte Violinmusik nur in der ersten Lage und hauptsächlich auf der obersten und sehr selten auf der tiefsten Saite gespielt. Diese wohl von dreisaitigen frühen Fiedeln herrührende Praxis wird in Polen bei der mazanki und der złóbcoki bis heute weitgehend beibehalten.
Ein Streichinstrument, bei dem alte und neue Bauformen vereinigt sind, ist die norwegische Hardangerfiedel. In der Slowakei und in anderen osteuropäischen Ländern sind oder waren einfache, in der Volksmusik gespielte Fideln mit einem aus einem Holzstück geschnitzten Korpus in zahlreichen Formvarianten unter dem slawischen Namen husle verbreitet. Die isolierte deutschsprachige Region um Iglau in Mähren ist auch eine Traditionsinsel für eine Familie von seit dem 16. Jahrhundert überlieferter Fideln. Das Diskantinstrument heißt Klarfiedel, mittelhoch klingt die Grobfiedel und der Bass ist als Ploschperment bekannt. Mit der mittelalterlichen dreisaitigen rebec verwandte Streichinstrumente wie die drei Iglauer Bauerfideln, die mazanki oder die größeren Bassinstrumente (basy) wurden offenbar – einer alten Tradition folgend – bis ins 20. Jahrhundert vom Spieler selbst oder seinem nahen Umfeld mit „archaischen“ Methoden hergestellt.
In Polen ist die złóbcoki (auch gęśliki podhalańskie oder oktawi) eine der mittelalterlichen rebec mit schlankem ovalem Korpus ähnliche Fidel, die nur im Tatravorland (in der Region Podhale) vorkommt. Die drei- oder viersaitige, einfach gebaute złóbcoki verschwand Anfang des 20. Jahrhunderts und wird heute in begrenztem Umfang handwerklich neu hergestellt. Die Korpusform ähnelt den slowakischen Rinnengeigen. Neben der złóbcoki, der suka und der mazanki kommt in der von der Violine (skrypze) dominierten polnischen Volksmusik die skrypze złobione („ausgehöhlte Violine“) als eine regionale, einfache Imitation derselben vor. In dieser Region wird die in einem Volksmusikensemble eingesetzte Violine gęśle genannt. Im mittelalterlichen Polen bezeichnete gęśle, gęśl, gąsłki oder gusli unterschiedliche, ursprünglich gezupfte und später gestrichene Saiteninstrumente.

## Bauform

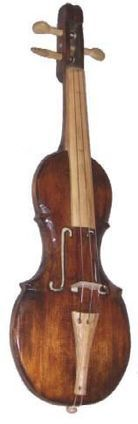
Mazanki

Die mazanki ähnelt in ihrem Äußeren einer Violine, wobei jedoch nur bei einigen Instrumenten der Korpus wie bei jener aus Boden, Zargenkranz und Decke zusammengesetzt ist. Derartige Instrumente gehören nach der Hornbostel-Sachs-Systematik zu den Kastenhalslauten. Traditionell werden Korpusboden und Zargen aus einem Stück Holz herausgearbeitet. Diese Bauweise macht die mazanki zu einer Schalenhalslaute. Die Gesamtlänge der mazanki beträgt etwa 50 Zentimeter, sie ist kleiner als die Violine. Die Formdetails sind nicht standardisiert und unterschiedlich. Die Mittelbügel (taillierter Mittelteil des Zargenkranzes) können wie bei der Violine flach C-förmig oder tief in einem engen Halbkreis einwärts gebogen sein. Bei einer modernen Version endet der ansonsten schmucklose Wirbelkasten in einer Schnecke als Angleichung an die Violine. Die f-Schalllöcher haben keine Kerben in der Mitte.
Die drei Saiten verlaufen von seitenständigen Wirbeln an einem geraden Wirbelkasten über ein Griffbrett und einen schmalen Steg zu einem Saitenhalter, der am unteren Rand befestigt ist. Der Steg ist asymmetrisch wie bei der Fidel von Płock, einem für die Kenntnis polnischer Saiteninstrumente bedeutsamen Fund aus dem 16. Jahrhundert, der in der Nähe von Płock ausgegraben wurde. Der Stegfuß unter der höchsten Saite ruht auf der Decke, während der Steg unter der tiefsten Saite verlängert ist und durch ein Loch in der Decke durchgesteckt den Boden erreicht, um die Funktion eines Stimmstocks zu übernehmen. 
Die Saiten sind höher als bei der Violine auf a1–e2–b2 gestimmt. Skordatur-Stimmungen, mit denen die mazanki auf das Zusammenspiel mit einem Dudelsack eingestellt wird, sind: a1–e2–h2 und g1–d2–a2 und fis1–cis2–gis2 sowie f1–c2–g2.

## Spielweise
Der Musiker hält die mazanki beim Spiel ungefähr waagrecht gegen seine linke Armbeuge und streicht sie mit einem Geigenbogen. Die Saiten werden mit den Fingerspitzen der linken Hand auf dem Griffbrett verkürzt.
Die polnischen Volksmusikstile lassen sich regional in fünf Musiklandschaften einteilen. Für die Zentralregion, zu der Großpolen gehört, sind in den Liedern und Tänzen Melodien mit Rhythmen im Dreiertakt charakteristisch. Großpolnische Ensembles bestehen aus einem von mehreren Dudelsacktypen, vor allem dem großen kozioł („Bock“) oder einem kleineren Dudelsack dudy und einer mazanki, sofern sie nicht durch die Violine ersetzt wird. In anderen Regionen spielen eine Geige und eine kleine Handtrommel mit Schellenkranz oder einer rhythmisch eingesetzten, kleinen Bassgeige mit zwei Bordunsaiten zusammen. Bis zum Ersten Weltkrieg gehörte ein Ensemble aus Dudelsack und mazanki zum zeremoniellen Teil einer Hochzeitsfeier. Nach einer Beschreibung von 1861 spielte ein Geiger, begleitet von einem Dudelsackspieler, ab der Ankunft der Gäste bis zum Abendessen eine hoch und schrill klingende mazanki. Solange diese erklang, musste der Bräutigam für die Kosten von Wodka, Bier und Essen aufkommen. Sobald der Geiger zur Violine wechselte und der Dudelsackspieler zu einem anderen Instrument, hatten die Hochzeitsgäste alle weiteren Getränke- und Essenskosten zu übernehmen.